# Clara Boscaglia
Clara Boscaglia (* 1930; † 22. Juli 1990) war eine san-marinesische Politikerin. Sie war das erste Frau in einer san-marinesischen Regierung.
Clara Bosscaglia war von Beruf Lehrerin für Latein und Griechisch. Sie war Mitglied des Partito Democratico Cristiano Sammarinese (PDCS) und gehörte 1957 zu den Gründungsmitgliedern der Gewerkschaft Confederazione generale democratica dei lavoratori sammarinesi, der heutigen CDLS. Boscaglia war Fraktionsvorsitzende im Parlament und politische Sekretärin des PDCS.
Nachdem 1973 die Frauen in San Marino auch das passive Wahlrecht erhielten, war Boscaglia 1974 gemeinsam mit Anna Maria Casali, Marina Busignani und Fausta Morganti die erste Frau, die ins san-marinesische Parlament, den Consiglio Grande e Generale, gewählt wurde. Sie gehörte dem Parlament sechzehn Jahre bis zu ihrem Tod im Jahr 1990 an.
Sie wurde 1974 auch die erste Frau in einer san-marinesischen Regierung. In der Koalitionsregierung aus PDCS und Partito Socialista Sammarinese (PSS) war sie von 1974 bis 1976 Ministerin für öffentliche Arbeiten (Deputato per i Lavori Pubblici). Nach der Regierungsumbildung 1976 wurde sie Innen- und Justizministerin (Segretario di Stato per l’Affari Interni e Giustizia). Nach den Wahlen 1978 ging der PCDS in die Opposition. 1986 bildeten PDCS und Kommunisten (PCS) gemeinsam die Regierung. Boscaglia wurde Finanzministerin (Segretario di Stato per le Finanze, Bilancio e Programmauione, Informazione e Rapporti con l’A.A.S.F.N.). Sie behielt dieses Amt auch nach den Parlamentswahlen 1988 bis zu ihrem Tod am 22. Juli 1990.